# Duelo (psicología)

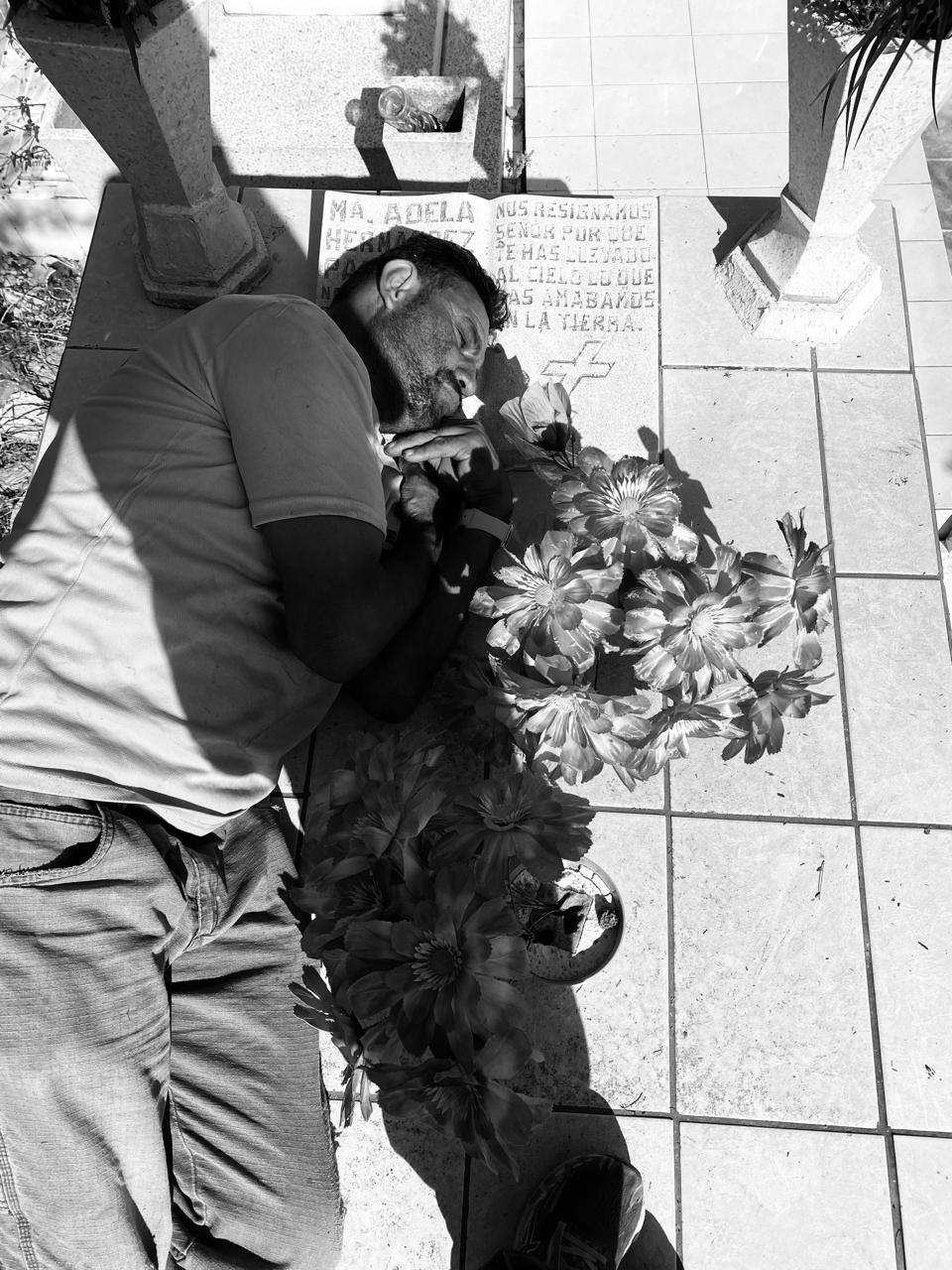
La muerte ocasiona el sufrimiento.

El duelo (del latín duelus, "dolor) es el proceso de adaptación que sigue a cualquier pérdida (pérdida de un empleo, pérdida de un ser querido, pérdida de una relación, pérdida de la virginidad, etcétera). Aunque convencionalmente se ha enfocado a la respuesta emocional de la pérdida, el duelo también tiene una dimensión física, cognitiva, filosófica y de la conducta que es vital en el comportamiento humano y que ha sido muy estudiado a lo largo de la historia. En la actualidad se encuentra en discusión el tema de si otras especies también tienen sentimientos de duelo como los seres humanos, y en algunas de ellas se han observado comportamientos peculiares ante la muerte de sus congéneres.

## Etapas principales del duelo
Estas son las etapas del duelo (dolor por perdida), ya sea por un deceso, o por otro tipo de pérdida emocional:
Según el modelo descrito por el libro de la doctora Elisabeth Kübler-Ross (1926-2004) "On death and dying", el duelo se manifiesta en cinco fases, aunque no siempre se suceden en orden, alguna se repite e, incluso, alguna no se produce nunca:
1. Fase de Negación. Negarse a aceptar, ante sí mismo o al entorno, que ha ocurrido la pérdida.
2. Fase de Enfado, Indiferencia o Ira: Estado de descontento por no poder evitar la pérdida que sucede. Se buscan razones causales y culpabilidad.
3. Fase de Negociación. Negociar consigo mismo o con el entorno, entendiendo los pros y contras de la pérdida. Se intenta buscar una solución a la pérdida a pesar de conocerse la imposibilidad de que suceda.
4. Fase de Dolor Emocional. Se experimenta tristeza por la pérdida. Pueden llegar a sucederse episodios depresivos que deberían ceder con el tiempo.
5. Fase de Aceptación. Se asume que la pérdida es inevitable. Supone un cambio de visión de la situación sin la pérdida; siempre teniendo en cuenta que no es lo mismo aceptar que olvidar.

El duelo  puede durar entre dos meses y uno o dos años, cuando se trata de la pérdida de un ser querido muy allegado (Padre, Madre, hijo, cónyuge...). En el caso de que los síntomas no cesaran después de estos períodos de tiempo y provocaran problemas para desenvolverse en su vida rutinaria, es muy importante acudir a un profesional de la psiquiatría y/o psicología, ya que la persona afectada puede estar sufriendo un episodio de depresión crónico, lo que implicaría un duelo patológico. No siempre se cumplen todas las etapas, ni necesariamente ocurren en el orden señalado.

## Otras definiciones
El duelo es la reacción de la psique ante la pérdida de una persona, animal, objeto o evento significativo. Se trata de una reacción principalmente emocional y de conducta en forma de sufrimiento y aflicción, cuando el vínculo afectivo se rompe.
Duelo es el nombre del proceso psicológico, pero hay que tener en cuenta que este proceso no se limita a tener componentes emocionales, sino que también los hay fisiológicos y sociales. La intensidad y la duración de este proceso y de sus correlatos serán proporcionales a la dimensión y al significado de la pérdida.
Sigmund Freud definió el duelo como “la reacción frente a la pérdida de una persona amada o de una abstracción equivalente”. 
En el duelo, el sujeto ha experimentado una pérdida real del objeto, y en el proceso, que se prolonga un tiempo necesario para la elaboración de esta pérdida, éste pierde el interés por el mundo exterior, sustrayendo la libido de todo objeto que no remita al objeto perdido.
Ha sido observado que la visión que tiene el individuo de la muerte provoca distinto tipo de vivencia del duelo. Así por ejemplo, cuando el doliente tiene esperanza en una vida futura como el 'cielo' en la religión cristiana, la experiencia negativa de la pérdida se mitiga, pudiendo incluso, ser motivo de alegría y celebración, tal como ocurre en la orden monástica de la Cartuja.

## Elaboración del duelo
Por elaboración del duelo se entiende el transcurso del proceso desde que la pérdida se produce hasta que se supera. Esta elaboración puede comenzar antes de la pérdida, en el caso de que esta se pueda prever con cierta antelación.
En relación con la elaboración previa o duelo anticipatorio, existe el  preduelo, si bien son conceptos diferentes.

### Determinantes en la elaboración del duelo
Algunos determinantes que influyen en la elaboración del duelo en caso de muerte son los siguientes:
- el tipo de relación afectiva con el fallecido
- duración de la enfermedad mortal y la agonía, en caso de existir
- grado de parentesco
- carácter de la muerte
- aspecto del cadáver
- grado de dependencia
- género del superviviente
- apoyo social, redes sociales
- ideas religiosas o filosóficas o espirituales
- presencia o no de otras experiencias de duelo

A esto habría que añadir el factor cultural y social, que puede hacer que la elaboración del duelo difiera mucho, si bien no deja de ser fundamental el tipo de vínculo y el apego que el deudo tenía con el ser fallecido. Otro factor a considerar es la presencia de terceros a los que la pérdida les afecte, con lo que se puede dar un duelo solidario.

### Ayuda profesional
En los casos en los que cueste superar la elaboración del duelo, este puede convertirse en un problema e incluso en lo que los psicoterapeutas llaman duelo patológico. Si esto sucede o antes de que suceda, conviene acudir a un profesional de la salud emocional (psicólogo o psiquiatra) para que dé las indicaciones.

## Manifestaciones externas del duelo
La manifestación externa del duelo es el luto, que es su expresión más o menos formalizada y cultural. El duelo psicológico tiene en el luto su correlato más social.
El duelo también se puede exteriorizar con llantos, rabia, ataques violentos y un buen número de reacciones, todas ellas consideradas "normales" en esos momentos. Hay que tener en cuenta que los especialistas reconocen que para una buena elaboración y superación del duelo no es aconsejable querer huir de esas sensaciones de dolor, pues no se pueden enfrentar si no se sienten. Lo contrario es la negación de la pérdida, lo que llevaría a comportamientos desadaptativos.

## Etapas del duelo individual
Diagnóstico aproximado:

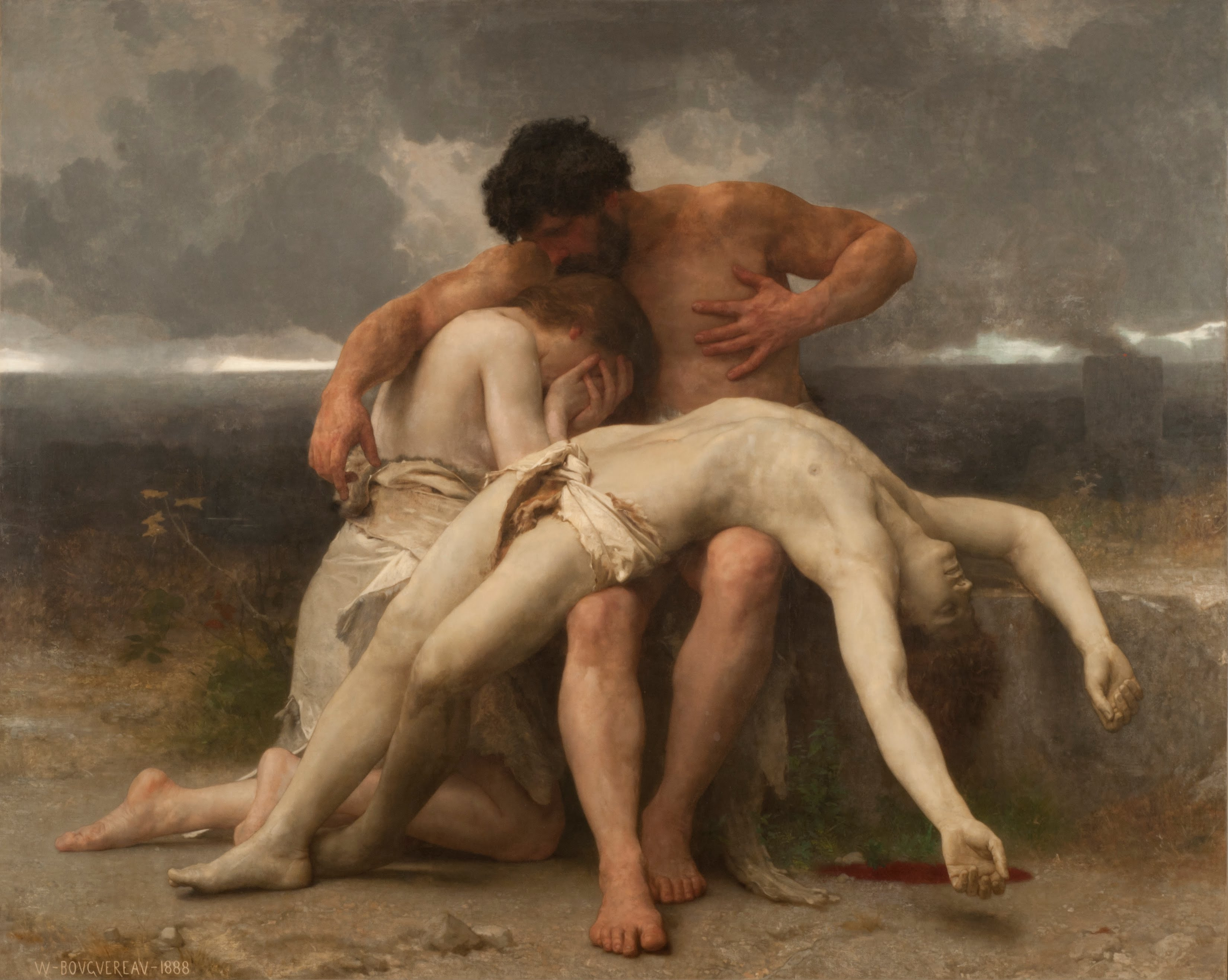
El primer duelo, William-Adolphe Bouguereau, 1888

Se describen tres fases (Lindenmann , Brown² , Schulz³ ):[cita requerida]
1. Fase inicial o de evitación:
Reacción normal y terapéutica, surge como defensa y perdura hasta que el Yo consiga asimilar gradualmente el golpe.
Shock e incredulidad, incluso negación, que dura horas, semanas o meses. 
Sentimiento arrollador de tristeza, el cual se expresa con llanto frecuente. 
Inicia el proceso de duelo (el poder ver el cuerpo), y lo que oficializa la realidad de la muerte es el entierro o funeral, que cumple varias funciones, entre ellas la de separar al muerto de los vivos.
2. Fase aguda de duelo:
Dolor por la separación, desinterés por el mundo, preocupación por la imagen del muerto, incluso pseudo alucinaciones, la rabia emerge y suscita angustia.
Trabajo penoso de deshacer los lazos que continúan el vínculo con el ser amado y reconocer la ambivalencia de toda relación; todas las actividades del doliente pierden significado en esta fase. Va disminuyendo con el tiempo, pero pueden repetirse en ocasiones como los aniversarios y puede durar seis meses o más. 
3. Resolución del duelo:
Fase final, gradual reconexión con vida diaria, estabilización de altibajos de etapa anterior.
Los recuerdos del ser desaparecido traen sentimientos cariñosos, mezclados con tristeza, en lugar del dolor agudo y la nostalgia.
Se describen según Worden cuatro tareas para completar el duelo:
- Aceptar la realidad de la pérdida.
- Experimentar la realidad de la pérdida.
- Sentir el dolor y todas sus emociones.
- Adaptarse a un ambiente en el cual falta el ser que murió, aprender a vivir en su ausencia, tomar decisiones en soledad, retirar la energía emocional y reinvertirla en nuevas situaciones o relaciones.

También se pueden encontrar otras fases del duelo pues por discrepancia de autores se tiene entre tres o cuatro fases.

## Tipología del duelo
El duelo no es una enfermedad, aunque puede llegar a serlo si su elaboración no es correcta. Diferentes autores han dado diferentes tipologías de duelo, si bien se carece de una tipología comúnmente aceptada por todos. Se ha hablado, por ejemplo, de duelos complicados, crónicos, congelados, exagerados, reprimidos, enmascarados, psicóticos... y una larga lista.
1. Duelo bloqueado: Ocurre una negación a la realidad de la pérdida, donde hay una evitación del trabajo de duelo, y un bloqueo emocional-cognitivo que se manifiesta a través de conductas, percepciones ilusorias, síntomas somáticos o mentales o relacionales.
2. Duelo complicado: Síntomas o conductas de riesgo sostenidas en el tiempo y de intensidad riesgosas para la salud dentro de un contexto de pérdida. 
3. Duelo patológico: La persistencia o intensidad de los síntomas ha llevado a alguno o varios de los miembros de la familia a detener la vida laboral, social, académica, orgánica.
4. Duelo inhibido. La persona en duelo es incapaz de expresar sus sentimientos.

## Significado de la pérdida para los profesionales de la salud
Para cuidar a los pacientes agonizantes, el profesional de la salud debe aceptar y reconocer su propia mortalidad y examinar el significado personal de muerte.
Se realizó un estudio de investigación con el fin de determinar los métodos que utilizan los profesionales de la salud para ayudarse en su trabajo de duelo. A partir de los resultados, se informó que la red informal de apoyo de grupos de iguales era muy importante a la hora de ayudar a los profesionales a experimentar un duelo eficaz. El estrés relacionado con el contacto prolongado con un paciente agonizante o su familia debe ser enfocado durante el tiempo efectivo del cuidado y después de la muerte. Las relaciones de apoyo entre colegas y profesionales de la salud son importantes para la provisión de cuidados emocionales y físicos al enfermo terminal y a la familia. Los profesionales sanitarios también se valen de estrategias reductoras del estrés. Ejemplos de tales estrategias comprenden el mantenimiento de hábitos adecuados de salud, el ejercicio regular y las actividades recreativas. 